# Johnny B
Johnny B is een nummer van de Amerikaanse band The Hooters uit 1987. Het is eerste single van hun derde studioalbum One Way Home.
Het nummer gaat ogenschijnlijk over een man die verliefd wordt op een vrouw, maar van binnen breekt vanwege de onbeantwoorde liefde; in sommige tekstregels wordt hun kus vergeleken met vergif dat voor altijd in je lichaam is, wat betekent dat de tekst ook kan verwijzen naar drugsmisbruik. Volgens zanger Rob Hyman is het nummer gebaseerd op een waargebeurd verhaal. "Johnny B" bereikte een bescheiden 61e positie in de Amerikaanse Billboard Hot 100. In het Nederlandse taalgebied werd het nummer geen hit.

## Down Low
In 1997, tien jaar na het origineel, werd het nummer gecoverd door de Amerikaans-Duitse rapgroep Down Low, die er een hiphopversie van maakte. Deze versie werd in een aantal Europese landen een hit en bereikte de 4e positie in Duitsland.